# Nadir Afonso
Nadir Afonso (4. prosince 1920 Chaves – 11. prosince 2013 Cascais) byl portugalský malíř.

## Život
Začínal jako architekt, spolupracoval s Le Corbusierem a Oscarem Niemeyerem. Vystudoval Escola Superior de Belas-Artes do Porto a pařížskou École nationale supérieure des beaux-arts, patřil k vůdčím osobnostem kinetického umění a geometrické abstrakce. Jeho vzorem byl Victor Vasarely. Důležitým zdrojem inspirace pro něj byl život v moderních velkoměstech. Byl také vlivným autorem uměnovědeckých esejů (La Sensibilité Plastique, Les Sens de l'art).
Byl mu udělen Řád svatého Jakuba od meče. V umělcově rodném městě Chaves vzniklo muzeum dokumentující jeho tvorbu.